# Mulattató Zsebkönyvtár
A Mulattató Zsebkönyvtár egy 19. századi magyar szépirodalmi könyvsorozat volt. Az egyes kötetek Buzárovits Gusztáv kiadásában jelentek meg Esztergomban az 1870-es évek és 1893 között, és a következők voltak:
- 1. Balázs Sándor. A mama tyukszeme. (67 l.)
- 2. Lauka Gusztáv. Az eltévedt csók. Vig beszély. (88 l.)
- 3. Eckstein Ernő. A vörös Julcsa. Magyaritá dr. Spinoza. (71 l).
- 4. Humoros szónoklatok és felköszöntések. Első könyv. Hat humoros toaszt. Mondotta Győrffy Iván. (52 l.)
- 5. Lauka Gusztáv. Egy agglegény viszontagságai. – Herczeg Ugrikovits Márkó. (76 l.)
- 6. Humoros költemények. I. (64 l.)
- 7. Márton ur bajai. Irta M. F. (48 l.)
- 8. Csepreghy Ferencz. A kitünő vendég. Vigjáték 1 felv. (54 l.)
- 9–10. Az iskolai kalodában. Eckstein Ernő után magyaritá dr. Spinoza. 7. fametsz. képpel. (92 l.)
- 11. Balázs Sándor. Ráró és Csillag. (48 l.)
- 12. Zschokke Henrik. Az őrmester. Beszély. Ford. Madzsár János. (105 l.)
- 13. Sarah grófnő. Eredeti beszély. Irta M. F. (46 l.)
- 14. Dickens Károly. Egy arisztokratanő. Beszély. Angolból szabadon ford. Dallos Gyula. (54 l.)
- 15. Kövér Lajos. A megbukott tőkepénzes. Vig beszély. (87 l.)
- 16–17. Gestäcker Frigyes. Végzetek. Regény az amerikai életből. Forditotta Zólyomi I. (203 l.)
- 18. Spinoza dr. Kisvárosi arisztokráczia. Vig beszély. – Javorek Lukács, a muszka «espion». (55 l.)
- 19–20. Gvadányi József gr. Rontó Pálnak egy magyar lovasközkatonának élete. – Földön, tengereken, álmélkodásra méltó történetének…
- 21. Szokoly Viktor. Szinész és komédiás. (48 l.)
- 22. Hevesi József. Vig elbeszélések. (55 l.)
- 23–24. Greville Henrik. Az eskü. Regény. Ford. E. K. (190 l.)
- 25. Szabó Endre. Három vig beszély. Humoros versek. (43 l.)
- 26. Schribe Jenő. Humoros novellák. Francziából ford. Latkóczy Mihály. (64 l.)
- 27–28. Bartalus István. Egy bukott szinész élete. (175 l.)
- 29. Várkonyi Dezső. Vidám elbeszélések. (57 l.)
- 30. Salamon és Markalf. »Salamon királynak a Dávid király fiának Markalffal való tréfa beszédeinek rövid könyve.» A legrégibb magyar kiadás után közli Kőrösi László. (91 l.)
- 31. Csáktornyai Lajos. Derült percek. Vig rajzok. (93 l.)
- 32. Reuter Frigyes. Két elbeszélés. Plattdeutschból fordította K. L. (116 l.)
- 33–34. Rudnyánszky Gyula. A cigányok. Víg eposz hét énekben. (111 l.)
- 35–36. Zschokke. A holt vendég. Novella. Fordította Gaston. (154 l.)
- 37–39. Erdélyi Gyula. Négy eredeti elbeszélés. (148 l.)
- 39. Győrffy Lajos. Vig deák. Adomák a gyermek-világ, diák-élet és tanítói pálya köréből. (64 l.)
- 40. Rázonyi. A fekete uszkár. A bőrönd nélküli tanító. (104 l.)
- 41–46. Gvadányi József gróf. Rontó Pál magyar lovas közkatona és Benyovszyk Móric gróf élete. Az 1793-iki kiadás után. (XXX sé 447 l.) 1888.
- 47–48. Wolzogen. Korszellem és házasság. Fordította Rédei Ferenc. (142 l.) 1888.
- 50. Palgáyi Lajos. Humoros költemények. (62 l.) 1888.
- 51. Győrffy Lajos. Hopták. Vidám egzecérozások a cs. és kis. katonai életből. (70 sé II l.) 1891.
- 52. Verseghy Ferenc. Kellemesen mulató nyájaskodások. Verseghy Ferenc verses elbeszéléseiből. Az 1806-iki első kiadás után. (118 l.) 1893.